# Івана Максимович
Івана Максимович  (серб. Ivana Maksimović, 2 травня 1990) — сербська стрілець, олімпійська медалістка.

## Виступи на Олімпіадах
| Олімпіада   | Дисципліна                                     | Місце |
| ----------- | ---------------------------------------------- | ----- |
| Лондон 2012 | пневматична гвинтівка, 10 м                    | 37    |
| Лондон 2012 | дрібнокаліберна гвинтівка, 50 м, три положення | 2     |
| Ріо 2016    | пневматична гвинтівка, 10 м                    | 12    |
| Ріо 2016    | дрібнокаліберна гвинтівка, 50 м, три положення | 19    |

## Зовнішні посилання
- Досьє на sport.references.com [Архівовано 3 грудня 2012 у Wayback Machine.]